# Uri Valadão
Uri Valadão est un bodyboardeur brésilien originaire de Salvador. Il a été champion du monde de sa discipline en 2008.